# Прекрасные дни в Аранхуэсе
«Прекрасные дни в Аранхуэсе» (фр. Les Beaux Jours d'Aranjuez) — французско-немецкий драматический фильм, снятый Вимом Вендерсом по одноимённой пьесе Петера Хандке. Мировая премьера ленты состоялась 1 сентября 2016 года на Венецианском международном кинофестивале. Фильм рассказывает о мужчине и женщине, которые рассуждают об отношениях и в итоге приходят к неутешительному выводу о невозможности счастья и гармонии.

## В ролях
- Реда Катеб — мужчина
- Софи Семен — женщина
- Ник Кейв — камео
- Йенс Харцер  — писатель
- Петер Хандке — садовник

## Критика
Фильм получил очень низкие оценки со стороны критиков.
Питер Брэдшоу из издательства The Guardian дает фильму оценку 2 из 5, обосновывая это тем, что фильм утомительный, устаревший и даже красивая графическая составляющая этого не исправляет.

## Признание
| 2016 | Венецианский международный кинофестиваль | «Золотой лев» за лучший фильм | «Прекрасные дни в Аранхуесе» |